# Carlton Wallace
Pour les articles homonymes, voir Wallace.
Carlton Wallace, né le 24 juin 1903 à Aston Manor (en), Warwickshire et mort en 1980 à Stevenage, Hertfordshire, est un auteur britannique de roman policier. Il a signé deux œuvres du pseudonyme Nicholas Ashe.

## Biographie
Fils d’un comédien et producteur de théâtre, il est élevé dans l’univers des coulisses et des tournées. Il a dix ans quand son père, producteur et premier rôle dans une pièce policière, blesse avec un revolver de théâtre un partenaire de scène qui meurt quelques jours plus tard d’une infection à l’épaule. En août 1921, âgé de 18 ans, le jeune Carlton Wallace se considère poète et entend mener une carrière d’auteur et d’acteur de scène, mais est accusé par sa logeuse de Londres et trouvé coupable par le tribunal d’avoir subtilisé une montre et un plateau en argent.
Il publie coup sur coup, en 1933 et 1934, ses deux premiers romans policiers, où apparaît son enquêteur récurrent le superintendant Edmund Bendilow. Les livres obtiennent un appréciable succès et, en 1934, l’auteur fait la traversée atlantique et séjourne pendant un an à New York où il négocie leur publication chez l’éditeur Doubleday. Le cycle Bendilow compte six titres.
Carlton Wallace a également publié trois autres romans policiers, dont deux signés du pseudonyme Nicholas Ashe, une pièce de théâtre, produite en 1947, et à partir de cette même année, s’est lancé dans la parutions d'ouvrages utiles, dont plusieurs ont pour sujet la photographie.

## Œuvre

### Romans

#### SérieSuperintendant Edmund Bendilow
- M.. Death Walks Abroad (1933) Publié en français sous le titre L’Insaisissable Mr. Death, Paris, Librairie des Champs-Élysées, Le Masque no 212, 1936
- Sinister Alibi (1934) Publié en français sous le titre Sinistre Alibi, Paris, Librairie des Champs-Élysées, Le Masque no 224, 1937
- Death of a Libertine (1936)
- Death at Number 47 (1937)
- The Devil Breathes But Once (1937) Publié en français sous le titre Le Château de la peur, Paris, Librairie des Champs-Élysées, Le Masque no 286, 1939
- Death in the Kettle (1938) Publié en français sous le titre La Mort dans la bouilloire, Paris, Librairie des Champs-Élysées, Le Masque no 418, 1952

#### Autre roman
- Death of a Wife  (1938)

#### Romans signés Nicholas Ashe
- Danger Aft. (1935)
- Prelude to a Killing (1936)

### Théâtre
- Simple Simon's Baby (1947)

### Autres publications
- Pictorial Treasury. An illustrated story of the World (1947)
- The Book of Flying (1948)
- Boy’s Book of Hobbies (1951)
- Jordan Dictionary of Civil Defence (1951)
- The Boy’s Book of Sport (1951)
- Reminders for Club Secretaries and Treasurers (1952)
- Ideas for Your Garden (1953)
- The Boy’s Book of Science and Invention (1953)
- Photographer’s Pocket Book (1953)
- The Gardener’s Pocket Book (1953)
- Shorthand-Typist’s Pocket Book (1953)
- The Housewife’s Pocket Book (1953)
- Motor Cyclist’s Pocket Book (1954)
- The Business Man’s Pocket Book (1954)
- The Traveller’s Pocket Book (1954)
- The Home Doctor’s Pocket Book (1955)
- Photography all the Year Round (1955)
- How to Retire Successfully (1956)
- The Treasury of Games and Puzzles (1957)
- The Complete Book of Photography (1958)
- Making Photography Pay (1959)
- The Schoolboy’s Science Pocket Book (1960)
- Cine Photography for Amateurs (1961)
- Enjoy Your Photography (1961)
- The Junior Photographer (1961)
- The Motorists’ Pocket Book (1961)
- All About Cameras (1962)
- Photographing People (1963)
- Photography (1963)
- The Camper’s Pocket Book (1963)
- The Complete Book of Colour Photography (1963)
- The New Photographer (1964)
- Cine Photography all the Year Round (1965)
- Making Movies (1965)
- The Zebra Book of Games and Puzzles (1966)

## Sources
- Jacques Baudou et Jean-Jacques Schleret, Le Vrai Visage du Masque, vol. 1, Paris, Futuropolis, 1984, 476 p. (OCLC 311506692), p. 452-453.